# Johann Heinrich Achterfeld

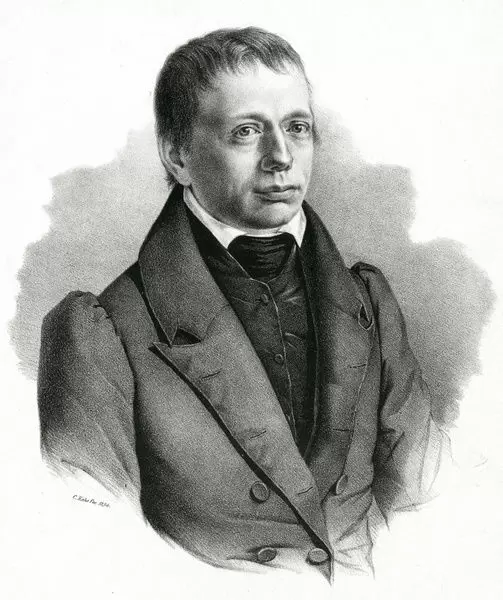
Johann Heinrich Achterfeld

Johann Heinrich Achterfeld (* 1. Juni 1788 in Wesel; † 11. Mai 1877 in Bonn) war ein katholischer Theologe, Professor und Herausgeber.
Achterfeld studierte als Schüler Georg Hermes’ in Köln und Münster Theologie und war ab 1813 als Priester in Wesel und Xanten tätig. 1817 wurde Achterfeld Professor der Theologie in Braunsberg und ab 1826 Professor für Moraltheologie und Homiletik an der Universität Bonn. Seit 1827 leitete er zugleich das dortige Theologenkonvikt. 
1832 gründete Achterfeld zusammen mit Johann Braun die Zeitschrift für Philosophie und katholische Theologie und veröffentlichte zwischen 1834 und 1836 Georg Hermes’ Vorlesungen als Christkatholische Dogmatik. Als Papst Gregor XVI. diese 1835 verbieten ließ, erkannte Achterfeld die Verurteilung des hermesianischen Lehrsystems nicht an, so dass ihm die Leitung des Konvikts entzogen und mehrfach untersagt wurde Vorlesungen zu halten. 1843 wurde Achterfelds Professur zur Disposition gestellt. Erst nach einer Unterwerfungserklärung wurde er 1862 von Seiten der Regierung und 1873 auch durch die Kirche rehabilitiert.